# Список дипломатических миссий Финляндии

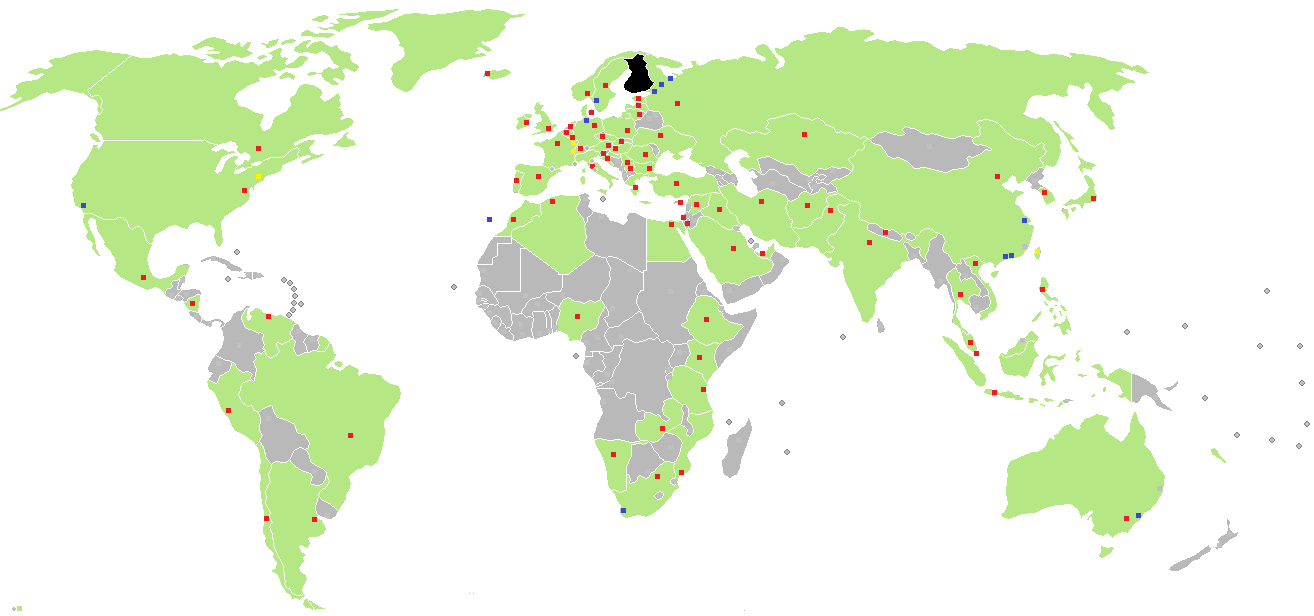

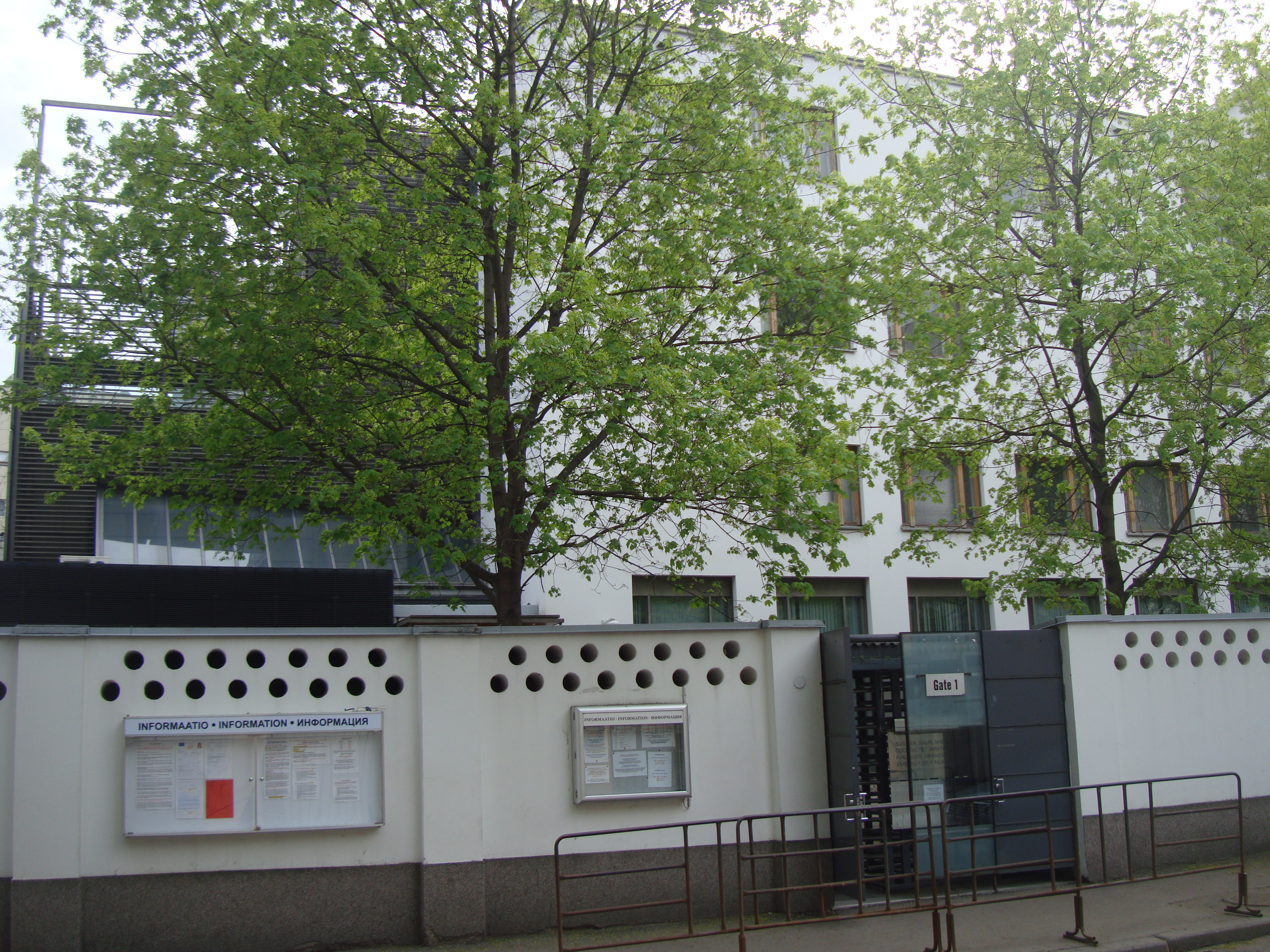
Посольство Финляндии в Москве

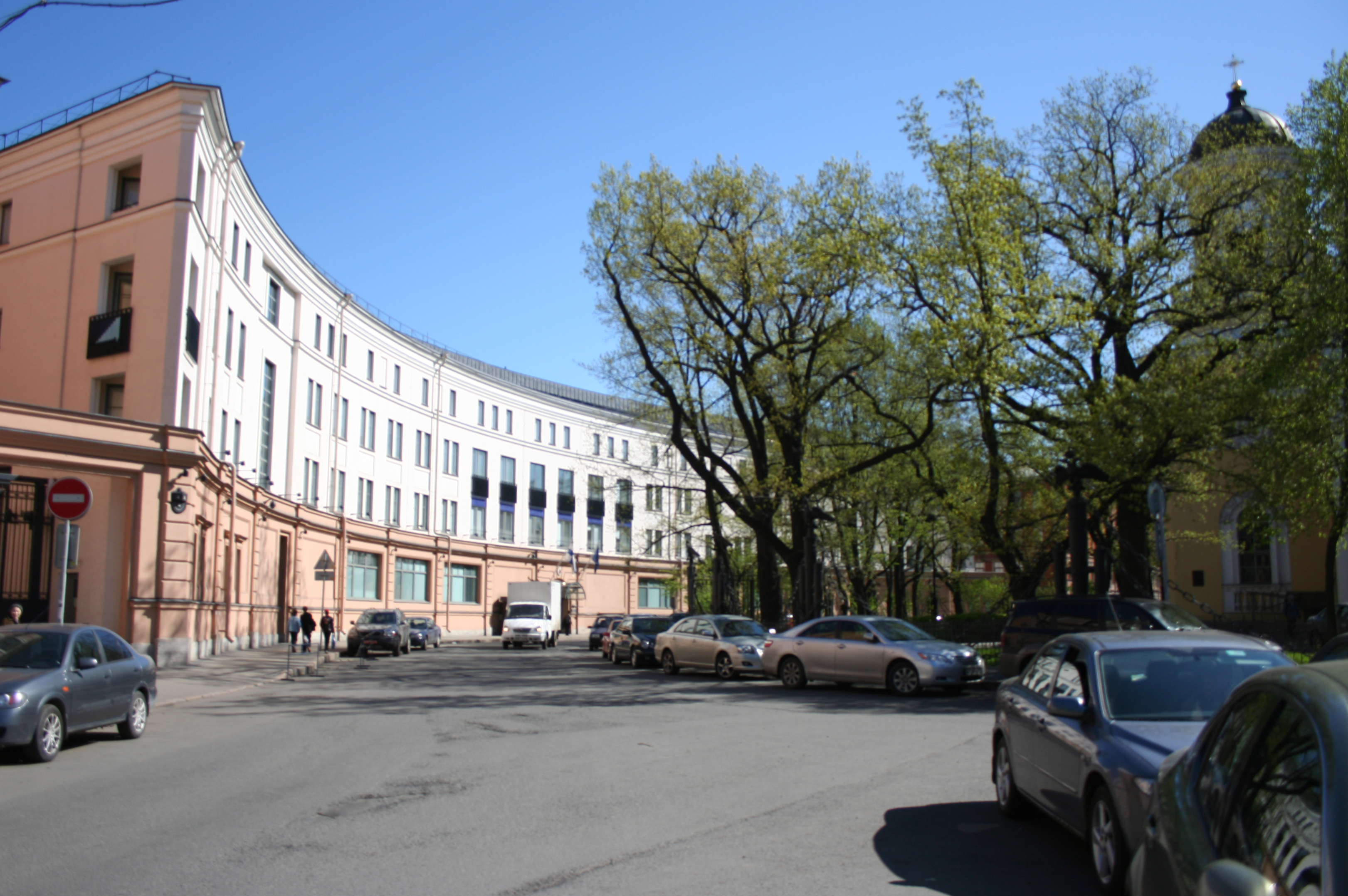
генеральное консульство Финляндии в Санкт-Петербурге

Список дипломатических миссий Финляндии — с момента провозглашения независимости Финляндией в 1917 году и до конца 1918 года эта страна открыла 12 своих дипломатических представительств за рубежом. К началу Второй мировой войны Финляндия имела уже 20 посольств за границей (в том числе 4 — за пределами Европы) и 6 консульств. К настоящему времени эта страна обладает широкой сетью своих миссий по всему миру, в том числе 74 посольствами.

## Европа
- Австрия, Вена (посольство)
- Бельгия, Брюссель (посольство)
- Болгария, София (посольство)
- Хорватия, Загреб (посольство)
- Чехия, Прага (посольство)
- Кипр, Никосия (посольство)
- Дания, Копенгаген (посольство)
- Эстония, Таллин (посольство)
- Франция, Париж (Посольство)
- Германия, Берлин (посольство)
  - Гамбург (генеральное консульство)
- Греция, Афины (посольство)
- Венгрия, Будапешт (посольство)
- Исландия, Рейкьявик (посольство)
- Ирландия, Дублин (посольство)
- Италия, Рим (посольство)
- Косова, Приштина (посольство)
- Латвия, Рига (посольство)
- Литва, Вильнюс (посольство)
- Люксембург, Люксембург (посольство) (закрыто с 2015)[1]
- Нидерланды, Гаага (посольство)
- Норвегия, Осло (посольство)
- Польша, Варшава (посольство)
- Португалия, Лиссабон (посольство)
- Румыния, Бухарест (посольство)
- Россия, Москва (посольство)
  - Санкт-Петербург (генеральное консульство)
  - Петрозаводск (отделение генерального консульства)
  - Мурманск (отделение генерального консульства)
- Сербия, Белград (посольство)
- Словакия, Братислава (посольство) (закрыто с 2015)[1]
- Словения, Любляна (посольство) (закрыто с 2015)[1]
- Испания, Мадрид (посольство)
  - Лас-Пальмас (консульство)
- Швеция, Стокгольм (посольство)
  - Гётеборг (консульство)
- Швейцария, Берн (посольство)
- Украина, Киев (посольство)
- Великобритания, Лондон (посольство)

## Америка

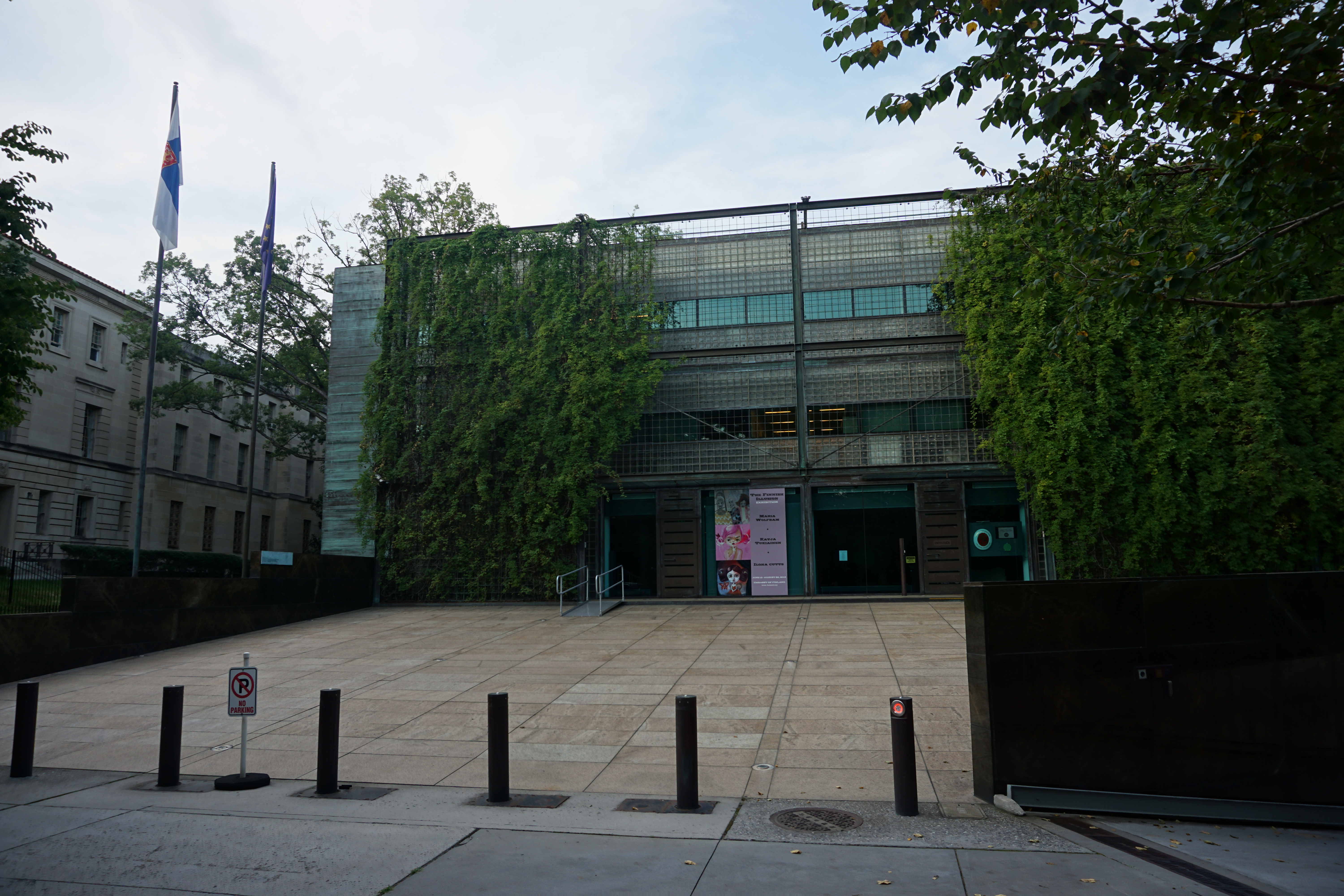
Посольство Финляндии в Вашингтоне

- Канада, Оттава (посольство)
- Мексика, Мехико (посольство)
- Никарагуа, Манагуа (посольство)
- США, Вашингтон (посольство)
  - Нью-Йорк (генеральное консульство)
  - Лос-Анджелес (генеральное консульство)
- Аргентина, Буэнос-Айрес (посольство)
- Бразилия, Бразилиа (посольство)
- Чили, Сантьяго (посольство)
- Перу, Лима (посольство)
- Венесуэла, Каракас (посольство)

## Африка

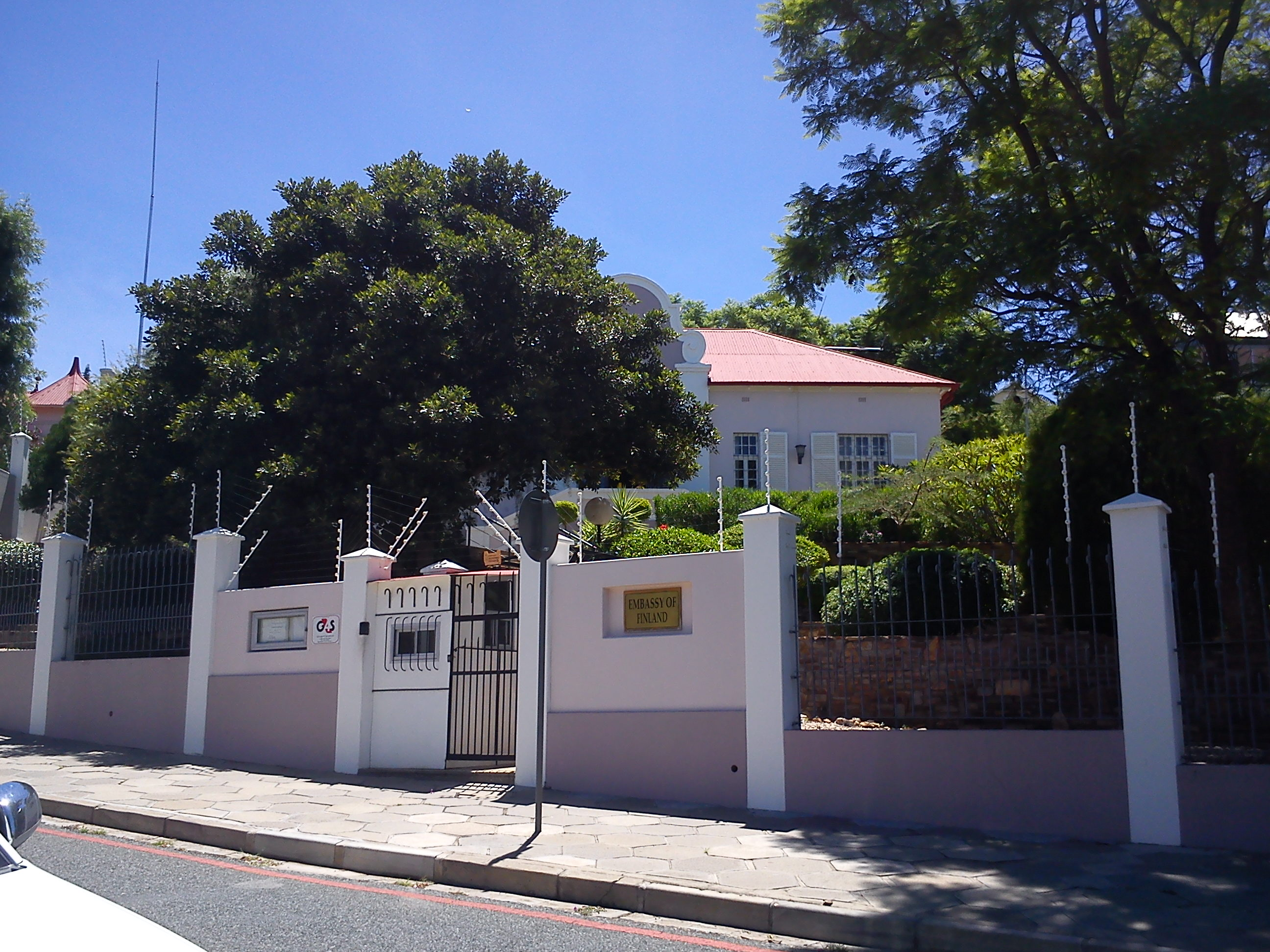
Посольство Финляндии в Намибии

- Алжир, Эль-Джазаир (посольство)
- Египет, Каир (посольство)
- Эфиопия, Аддис-Абеба (посольство)
- Кения, Найроби (посольство)
- Марокко, Рабат (посольство)
- Мозамбик, Мапуту (посольство)
- Намибия, Виндхук (посольство)
- Нигерия, Абуджа (посольство)
- ЮАР, Претория (посольство)
  - Кейптаун (отделение посольства)
- Танзания, Дар-эс-Салам (посольство)
- Тунис, Тунис (посольство)
- Замбия, Лусака (посольство)

## Азия

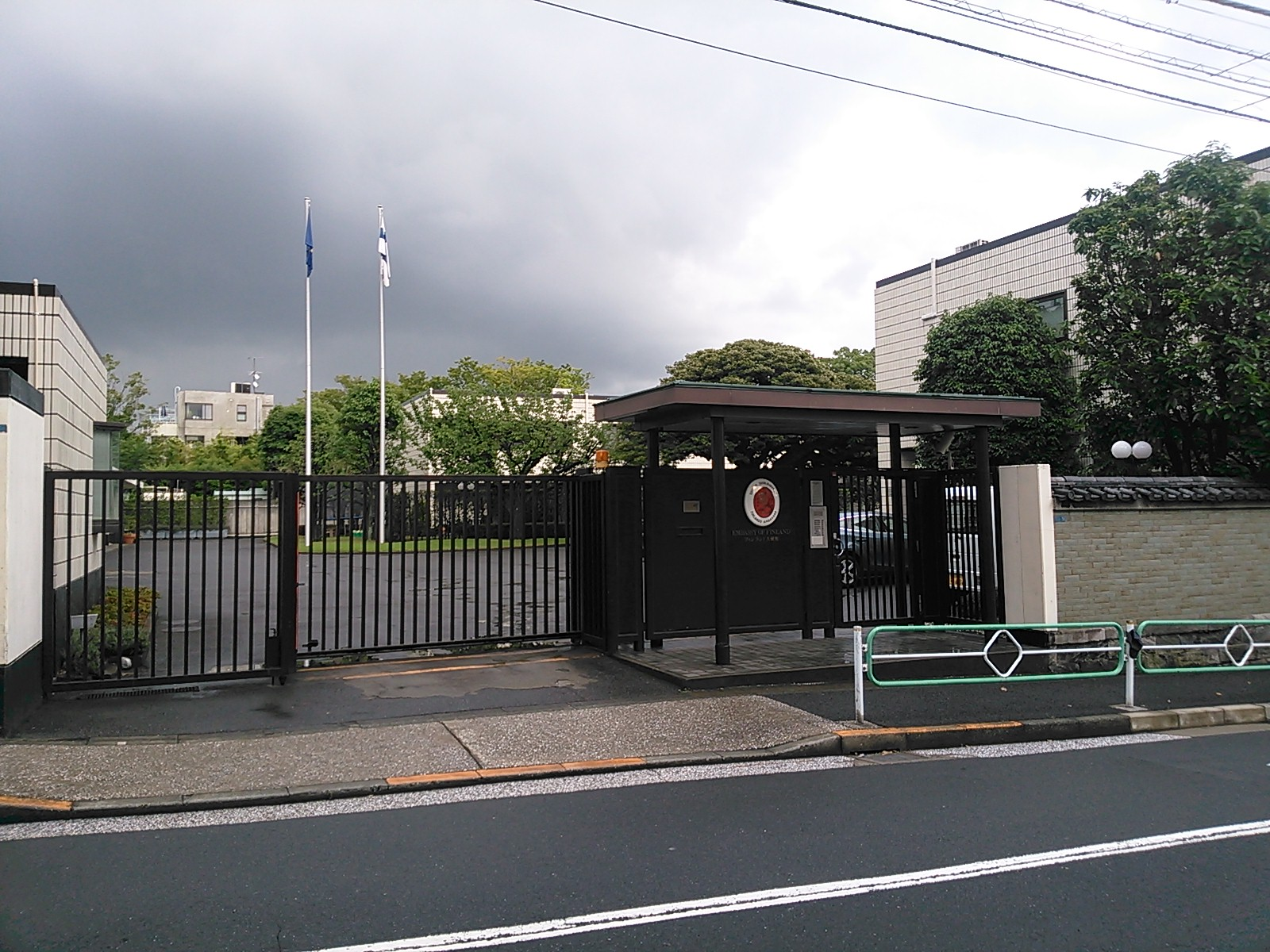
Посольство Финляндии в Токио

- Афганистан, Кабул (посольство)
- Китай, Пекин (посольство)
  - Гуанчжоу (генеральное консульство)
  - Гонконг (генеральное консульство)
  - Шанхай (генеральное консульство)
- Индия, Нью-Дели (посольство)
- Индонезия, Джакарта (Embassy)
- Иран, Тегеран (посольство)
- Ирак, Багдад (посольство)
- Израиль, Тель-Авив (посольство)
- Япония, Токио (посольство)
- Казахстан, Астана (посольство)
- Южная Корея, Сеул (посольство)
- Ливан (посольство) (с 2016[1])
- Малайзия, Куала-Лумпур (посольство)
- Непал, Катманду (посольство)
- Пакистан, Исламабад (посольство)
- Государство Палестина, Рамаллах (представительство)
- Филиппины, Манила (посольство)
- Саудовская Аравия, Эр-Рияд (посольство)
- Сингапур (посольство)
- Сирия, Дамаск (посольство) (закрыто с 19 марта 2012 года [2])
- Тайвань, Тайбэй (торговое представительство)
- Таиланд, Бангкок (посольство)
- Турция, Анкара (посольство)
- ОАЭ, Абу-Даби (посольство)
- Вьетнам, Ханой (посольство)

## Океания
- Австралия, Канберра (посольство)
  - Сидней (консульство)

## Международные организации
- - Брюссель (постоянная миссия при ЕС)
  - Брюссель (постоянная миссия при НАТО)
  - Женева (постоянная миссия при ООН)
  - Женева (постоянная миссия при Конференции по разоружению)
  - Женева (постоянная миссия при ВТО)
  - Найроби (постоянная миссия при учреждениях ООН)
  - Нью-Йорк (постоянная миссия при ООН)
  - Париж (постоянная миссия при ЮНЕСКО)
  - Страсбург (постоянная миссия при Совете Европы)
  - Вена (постоянная миссия при IAEA и ОБСЕ)